# Каттанео, Алессандро
Алессандро Каттанео (итал. Alessandro Cattaneo; род. 12 июня 1979, Ро, Ломбардия) — итальянский политик, мэр Павии (2009—2014) член руководства партии «Вперёд, Италия» (с 2014).

## Биография
Алессандро Каттанео родился 12 июня 1979 года в Ро (провинция Милан), в 1998 году окончил в Павии лицей имени Торквато Тарамелли, в 2004 году получил высшее инженерное образование в Павийском университете и поступил на работу по специальности в Enelpower S.p.A. (подразделение Enel).
В десятилетнем возрасте Каттанео начал работать в молодёжных структурах партии «Вперёд, Италия», в 27 лет стал партийным координатором в Павии. В 2009 году выдвинут единым кандидатом Народа свободы, Лиги Севера, Союза центра и движения «Обновить Павию» (Rinnovare Pavia) на должность мэра Павии. 7 июня 2009 года, в 29 лет, был избран с результатом 54,4 % и оставался на этой должности до 2014 года. В 2013 году по итогам опроса общественного мнения, организованного Ipr Marketing для газеты Il Sole 24 Ore, был признан самым любимым мэром Италии (его деятельность одобрили 67 % опрошенных в Павии). С 28 апреля по 5 июля 2013 года Каттанео временно исполнял обязанности председателя Национальной ассоциации итальянских коммун (ANCI). В январе 2014 года Берлускони назначил его ответственным за формирование местных отделений возрождённой партии «Вперёд, Италия», 24 марта 2014 года он вошёл в состав президиума (Comitato di presidenza) новой партии.
В 2010 году появились сообщения о связях Каттанео с осуждённым впоследствии боссом боссов ндрангеты Ломбардии адвокатом Джузеппе «Пино» Нери (Giuseppe «Pino» Neri). Эти обвинения официально подтверждены прокуратурой Милана (речь идёт об участии Каттанео в организованных Нери предвыборных официальных ужинах времён избирательной кампании 2009 года). Тем не менее, в процессе Нери Каттанео участвовал только в качестве свидетеля.
В 2012 году Каттанео возглавил в Народе свободы течение под лозунгами «форматирования» партии с целью её обновления и омоложения руководства, за что получил прозвище «Ренци правоцентристов». По мнению ряда обозревателей, в 2014 году Каттанео уступил роль преобразователя новой партии Берлускони — «Вперёд, Италия» — Джованни Тоти и Раффаэле Фитто.
В 2018 году избран с результатом 48 % в Палату депутатов Италии от 2-го округа Павии при поддержке правоцентристской коалиции с участием партий Лига Севера, «Вперёд, Италия», Братья Италии и блока Мы с Италией-Союз центра.